# Harry Jong Loy
Harry Jong Loy (Plantage Katwijk, 6 juni 1901 – Paramaribo, 29 maart 1984) was een Surinaams verteller.

## Werken
Jong Loy werkte bij de Balata Company en als ambtenaar op het ministerie van Landbouw, Veeteelt en Visserij. In die hoedanigheid bezocht hij heel Suriname, zowel de kustdistricten als het binnenland. Overal hoorde hij vertellingen, die hem inspireerden om zelf te vertellen. 
Jong Loy groeide uit tot Surinames bekendste verteller. Van 1958 tot 1982 was hij vijf dagen per week een kwartier lang op Radio Apintie te beluisteren met verhalen in het Sranan en het Surinaams-Nederlands. Behalve de orale literatuur van de verschillende bevolkingsgroepen van Suriname, bood ook alles wat hij las hem stof tot vertellen, waaronder sprookjes, mythen, sagen uit diverse landen. Vaak vertelde hij verhalen in feuilletonvorm. 
Zijn verhaalschat bestond uit duizenden verhalen. Slechts enkele ervan werden in druk gepubliceerd in de bundel Fosten tori (Verhalen van vroeger, 1987) en in de bloemlezing Sirito; 50 Surinaamse vertellingen (1993).